# 谷黒太陽堂
谷黒太陽薬品株式会社は、北海道小樽市堺町2-16に本社を置き、主として医薬品の卸売を行う会社であった。現在は「株式会社モロオ」である。

## 概要
- 資本金 3,300万円
- 代表者 代表取締役社長 谷黒荘平

## 沿革
- 「丸一斉藤」のノレンわけで「丸二谷黒」創業
- 1964年8月「谷黒太陽薬品株式会社」設立
- 1984年2月「モロオ株式会社」に営業権譲渡

## 営業所
- 小樽営業所
- 札幌営業所
- 函館営業所
- 苫小牧営業所
- 滝川営業所

## 大株主
- 谷黒荘平
- 並木栄吉
- 西川能夫

## 主な取引メーカー
- 武田薬品
- 藤沢薬品
- 第一製薬
- 三共
- 山之内製薬
- 田辺製薬
- 中外製薬
- 萬有製薬
- 大日本製薬
- 日本新薬
- 東洋醸造
- 富山化学
- フナイ

## 備考
- 「丸一斉藤」・「丸一師尾」は合同して薬品拡販に勤めた
- 「丸一斉藤」（丸一斉藤商店）からの暖簾分けで「丸二谷黒」（谷黒太陽堂）・「師尾薬房」（現・モロオ）が設立されている